# Fizica particulelor elementare

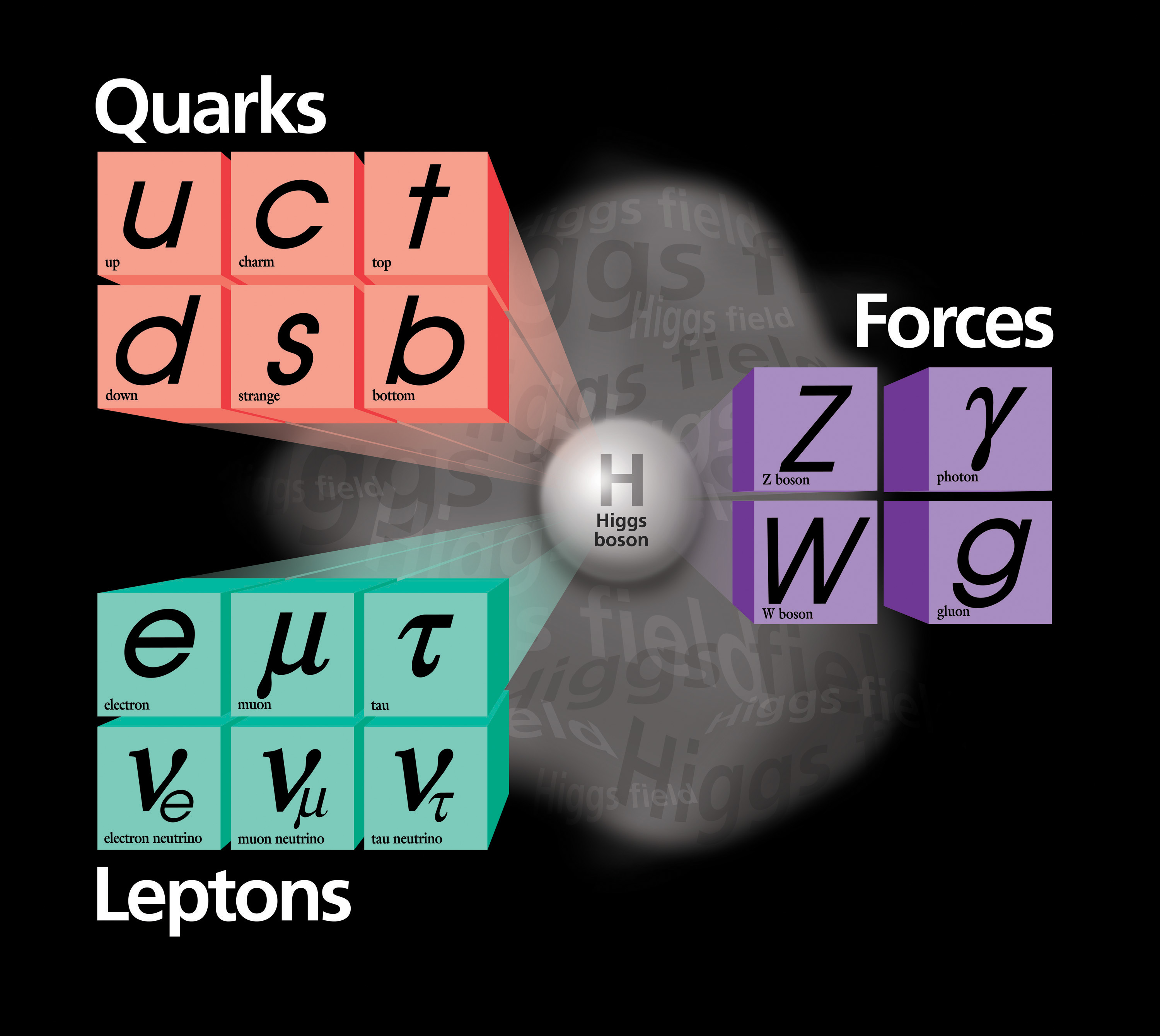
Particulele elementare în modelul standard: quarkuri, leptoni, mediatori (bosoni de calibrare), bosonul Higgs.

Vedere aeriană a instalațiilor Organizației Europene pentru Cercetări Nucleare (CERN). Este indicat traseul tunelului circular cu o circumferință de 27 km care găzduiește acceleratorul LHC. În fundal se află Lacul Geneva și Alpii.

Fizica particulelor elementare studiază constituenții fundamentali ai materiei și interacțiunile acestora. O particulă elementară este o particulă subatomică ale cărei proprietăți pot fi înțelese fără a presupune că ea ar avea o structură internă. În dezvoltarea fizicii cuantice, unele particule subatomice inițial considerate elementare s-au dovedit ulterior a avea o structură internă. Explorarea structurii materiei la scară din ce în ce mai mică a fost realizată experimental în procese de ciocnire la energii din ce în ce mai mari: fizica particulelor elementare este cunoscută și ca fizica energiilor înalte.
Rezultatele experimentale obținute și modelele teoretice elaborate în ultimele decenii ale secolului al XX-lea au fost sintetizate în modelul standard, conform căruia particule elementare sunt quarkurile și leptonii, împreună cu bosonii de calibrare (care mediază interacțiunile electromagnetică, slabă și tare). Acestora li se adaugă bosonul Higgs (postulat pentru a explica masele diferite de zero ale unor bosoni de calibrare și confirmat experimental în anul 2013). Gravitonul, postulat ca mediator al interacțiunii gravitaționale, a rămas deocamdată ipotetic și nu este inclus în modelul standard.

## Simboluri și unități
Denumirile particulelor subatomice sunt indicate simbolic printr-o literă din alfabetul latin sau grec. Exemplu: foton {\displaystyle \gamma }. Pentru o antiparticulă se folosește același simbol ca pentru particula respectivă, cu o bară deasupra. Exemplu: neutrin {\displaystyle \nu }, antineutrin {\displaystyle {\bar {\nu }}}. Pentru particulele care au sarcină electrică, distincția dintre particulă și antiparticulă se face printr-un indice superior care indică semnul sarcinii. Exemplu: electron e–, pozitron e+.
În fizica subatomică energiile se măsoară în multipli ai electronvoltului (eV): 1 MeV = 106 eV, 1 GeV = 109 eV, 1 TeV = 1012 eV.
În fizica energiilor înalte este utilizat sistemul de unități naturale în care viteza luminii în vid și constanta Planck redusă  au valoarea 1. Atunci, conform relației E = mc2, masele particulelor sunt măsurate în unități de energie echivalente. Exemple: masa electronului me = 0,510999 MeV, masa protonului mp = 938,272 MeV, masa bosonului Higgs mH = 125,09 ± 0,21 GeV.
Unitatea de sarcină electrică este sarcina elementară. Exemplu: sarcina electronului este –1.

## Producerea particulelor subatomice

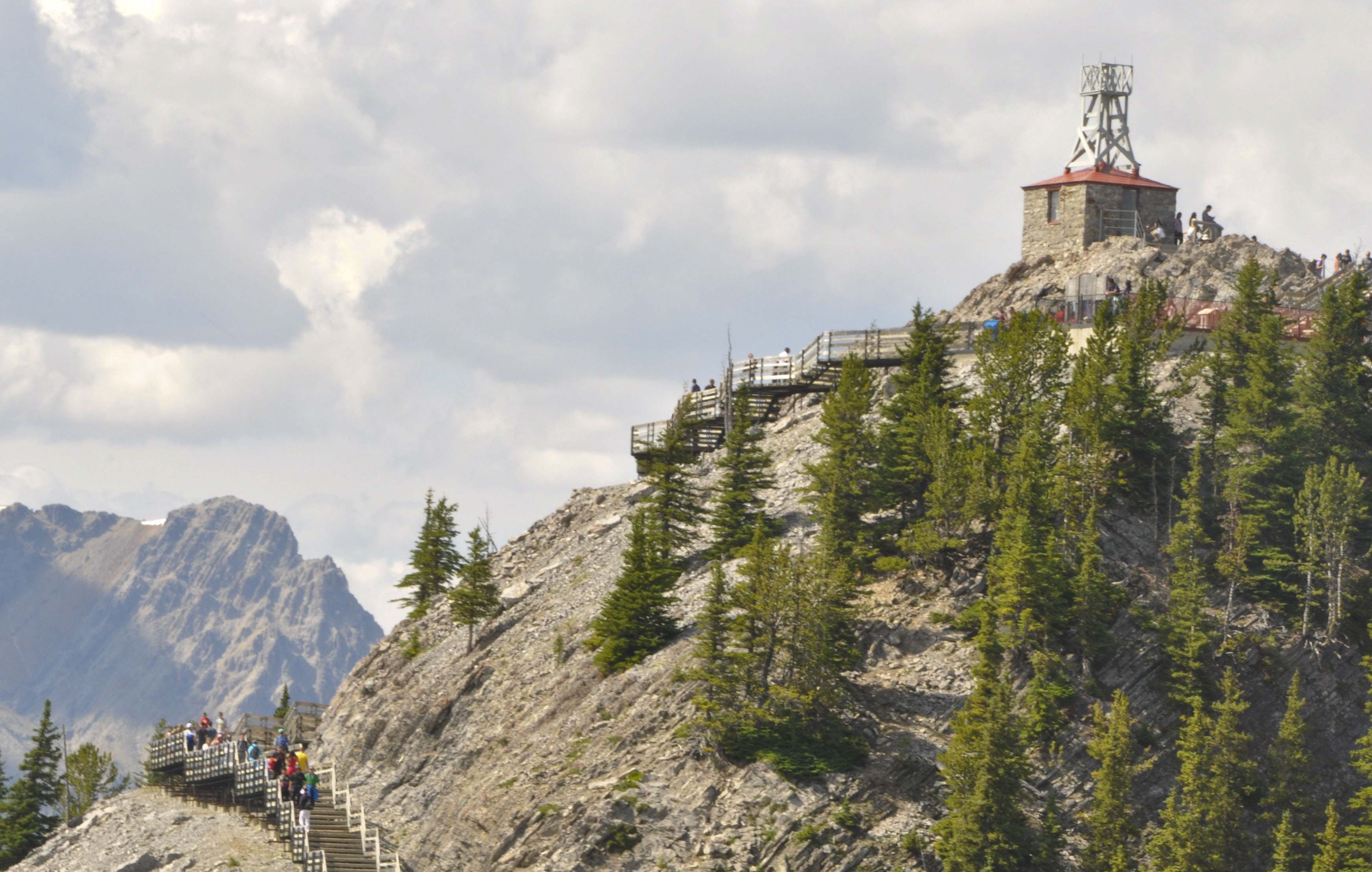
Observatorul de raze cosmice Mount Sulphur (Canada).

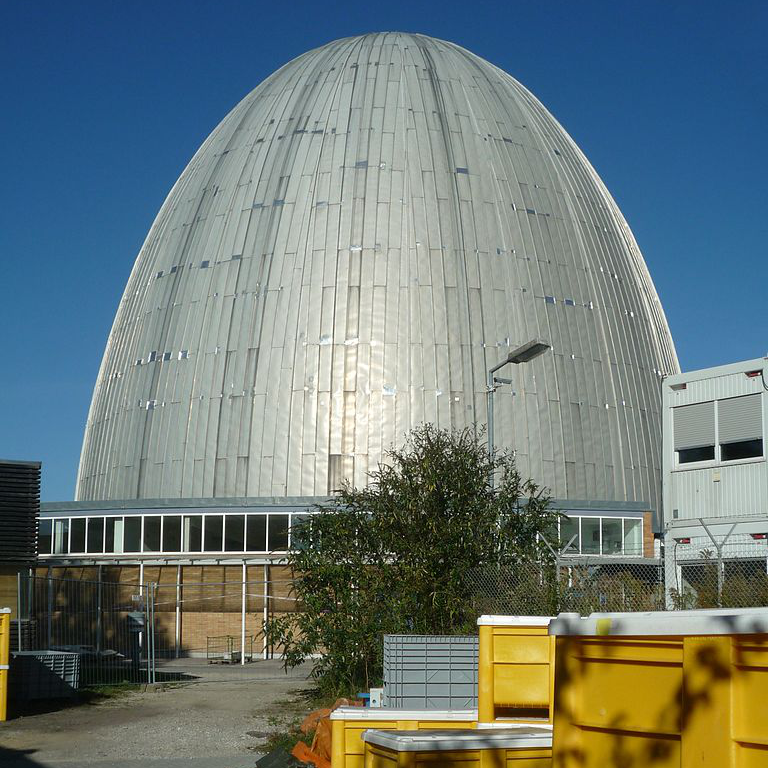
Reactorul de cercetare FRM I, din Garching bei München.

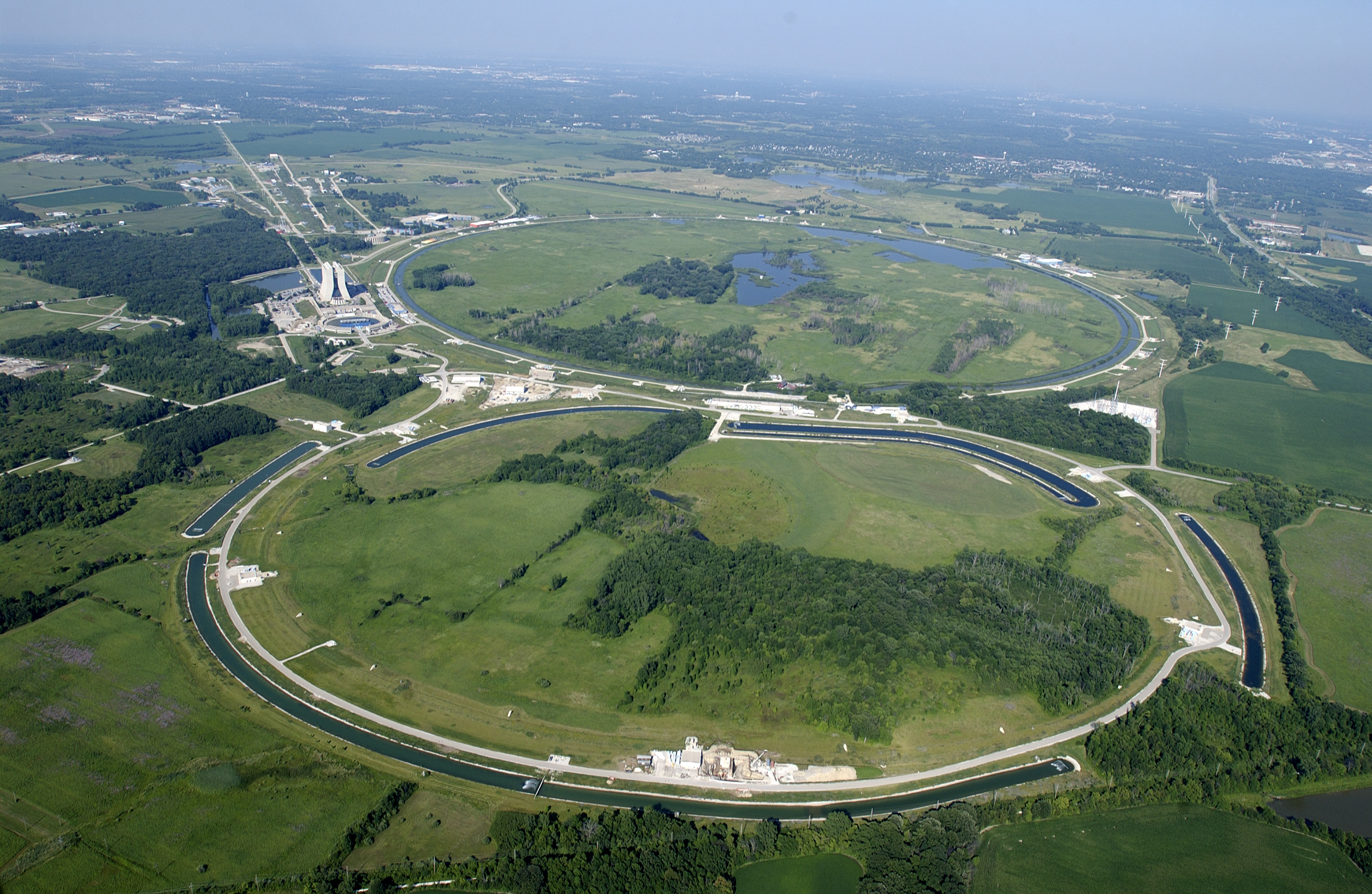
Acceleratorul collider Tevatron. Laboratorul Fermilab, Batavia, lângă Chicago.

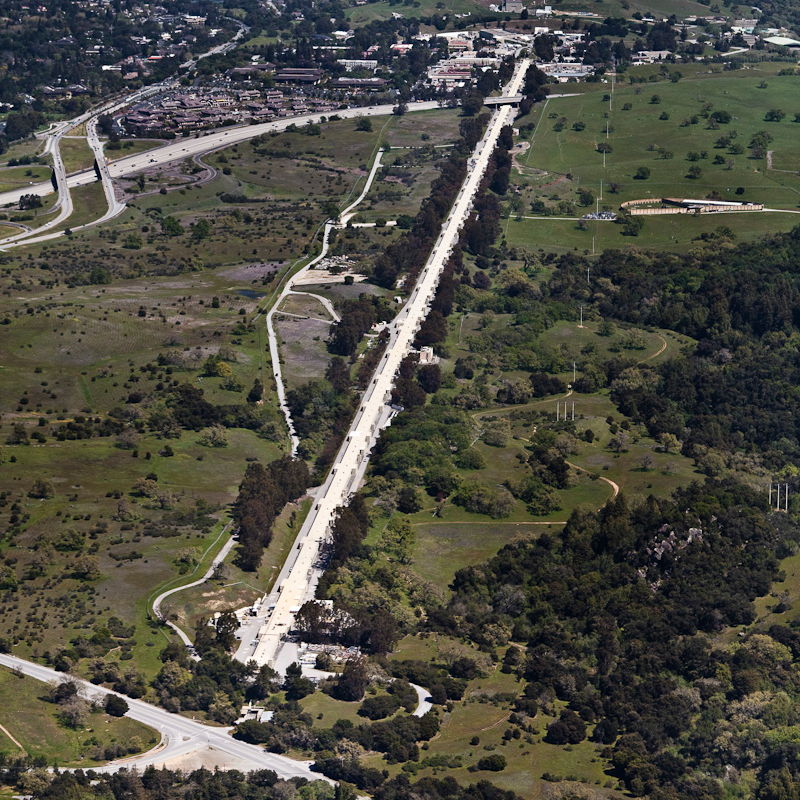
Acceleratorul linac collider SLC. Laboratorul SLAC, Stanford, lângă San Francisco.

Electronul și protonul sunt particule stabile, componente ale atomilor care, la rândul lor, sunt componenții materiei la scară macroscopică. O placă metalică încălzită devine sursa unui nor de electroni, care prin accelerare într-un câmp electromagnetic devine un fascicul de electroni. Protonii se obțin ionizând atomi de hidrogen; cum masa electronului e neglijabil de mică față de masa protonului, un rezervor de hidrogen este practic un rezervor de protoni. Alte particule subatomice (elementare sau compuse) sunt produse în procese elementare care au loc în natură sau în laborator.

### Raze cosmice
Particule de energie înaltă provenind de la surse situate în spațiul extraterestru produc neîntrerupt în straturile superioare ale atmosferei cascade de particule secundare. Această radiație cosmică este o sursă naturală de particule cu energii mult mai mari decât cele care pot fi realizate într-un laborator terestru; pozitronul, miuonul, pionul și kaonul au fost descoperiți în acest fel. Ea prezintă dezavantajul că este incontrolabilă, iar fluxul de particule este foarte redus: experimentele cu raze cosmice cer multă răbdare și durează un timp îndelungat.

### Reactori nucleari
Reacțiile nucleare produc o diversitate de particule, în principal neutroni, neutrini, electroni și pozitroni, fotoni (radiație gama). Reactorii de cercetare servesc ca surse de particule în experimente efectuate în laborator.

### Acceleratoare de particule
Particulele elementare sunt produse în laborator ca fragmente rezultate din procese de ciocnire. Fragmentarea la scară subatomică și producerea de fragmente masive necesită energii înalte, care se realizează prin accelerare. O sursă de ioni produce particule încărcate electric (protoni sau electroni); acestea sunt injectate în acceleratorul propriu-zis, unde sunt accelerate într-un câmp electromagnetic și colimate într-un fascicul, care este focalizat asupra unei ținte. Produsele de dezintegrare rezultate din ciocnire sunt captate și analizate de un detector, sau sunt filtrate și dirijate în fascicule secundare.
Primul accelerator circular a fost ciclotronul construit de Ernest Lawrence în 1934, în care particulele erau menținute pe o traiectorie spirală de un câmp magnetic static și accelerate de un câmp electric de radiofrecvență. Succesorul său a fost sincrotronul, în care fasciculul de particule urmează o traiectorie închisă, iar câmpul magnetic este sincronizat cu creșterea energiei, astfel încât devierea, colimarea și accelerarea cooperează la obținerea unui fascicul stabil. O variantă tehnică de sincrotron păstrează pentru un timp (care poate fi de ordinul orelor) particulele accelerate într-un inel de acumulare, pentru a obține un fascicul intens.
În acceleratoarele cu țintă fixă doar o parte din energia fasciculului este absorbită în procesul de producere de particule; restul se pierde prin reculul țintei, ca energie cinetică a centrului de masă. Această problemă nu există la acceleratoarele de tip collider, în care două fascicule de particule de mase egale sunt accelerate în sensuri opuse și se ciocnesc frontal. Dezavantajul acestor mașini este luminozitatea relativ redusă (densitatea de particule în fascicul fiind inferioară densității în ținta fixă), ceea ce înseamnă și că ele nu pot fi configurate pentru a genera fascicule secundare intense. Cel mai mare collider din lume este Large Hadron Collider de la CERN, proiectat în principal pentru ciocniri proton-proton la energii de 6,5 TeV pe fascicul (13 TeV în total).
Particulele în mișcare pe o traiectorie închisă emit radiație electromagnetică (radiație de sincrotron), ceea ce înseamnă decelerare și pierdere de energie în procesul de ciocnire. La energii egale, pierderea este mai pronunțată în cazul electronilor decât în cazul protonilor: pentru accelerarea de electroni, acceleratoarelor circulare le sunt preferate acceleratoarele liniare (linac). Singurul linac collider din lume este SLAC Linear Collider (SLC) de la SLAC National Accelerator Laboratory; el constă din două acceleratoare liniare care trimit fascicule în sensuri opuse, la energii de 50 GeV pe fascicul.

## Detectarea particulelor subatomice

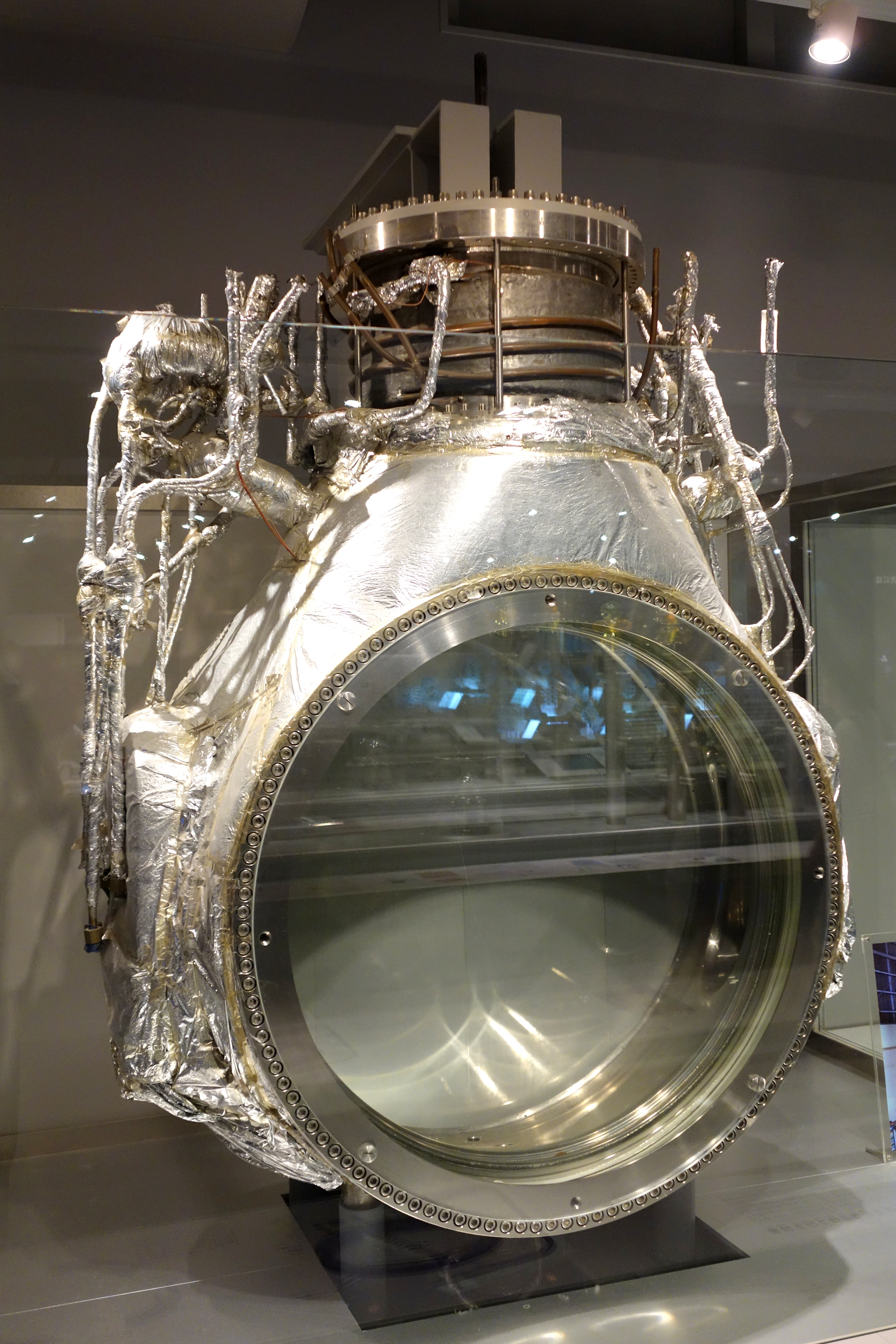
Cameră cu bule.

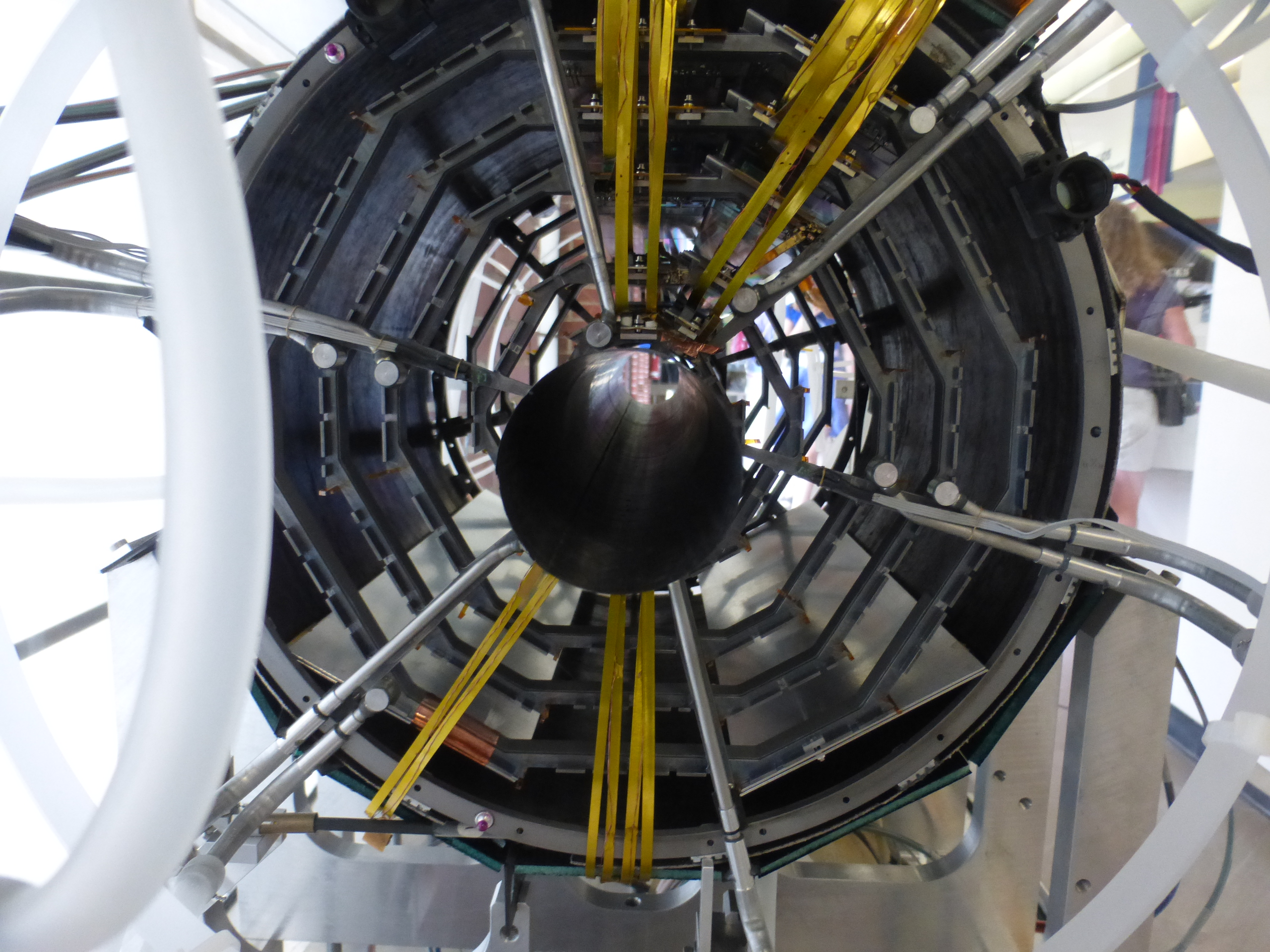
Detector cu siliciu.

Particulele de înaltă energie încărcate electric ionizează atomii din mediul prin care trec, iar efectele acestei ionizări pot fi utilizate pentru detectarea lor. Pe acest principiu funcționează contoarele Geiger, camerele cu ceață, camerele cu bule și camerele cu scântei. Camerele multifilare proporționale și camerele cu derivă detectează avalanșele de electroni declanșate de trecerea particulelor. Unele molecule sunt excitate în ciocnirea cu particulele incidente, iar prin revenirea la starea inițială ele emit lumină; pe acest principiu funcționează detectorii cu scintilație. Detectoarele Cerenkov înregistrează radiația emisă de particule încărcate care traversează un mediu dielectric cu o viteză superioară vitezei luminii în acel mediu.
Particulele electric neutre, cum sunt fotonii și neutronii, nu produc traiectorii de ionizare; ele pot fi observate doar indirect. Fotonii pot fi detectați prin perechile electron-pozitron pe care le creează; fotomultiplicatoarele sunt bazate pe efectul fotoelectric. Neutronii generează, prin ciocniri cu nuclee atomice, particule încărcate electric sau fragmente nucleare care pot fi observate.
Particulele instabile, încărcate sau neutre, generează produse de dezintegrare care, la rândul lor, pot fi observate.
În instalațiile moderne se utilizează predominant camerele cu scântei, care produc imagini fotografice ale traiectoriilor, și camere multifilare proporționale, camere cu derivă și detectoare cu semiconductori (germaniu sau siliciu), care trimit datele colectate într-un computer unde ele sunt procesate.

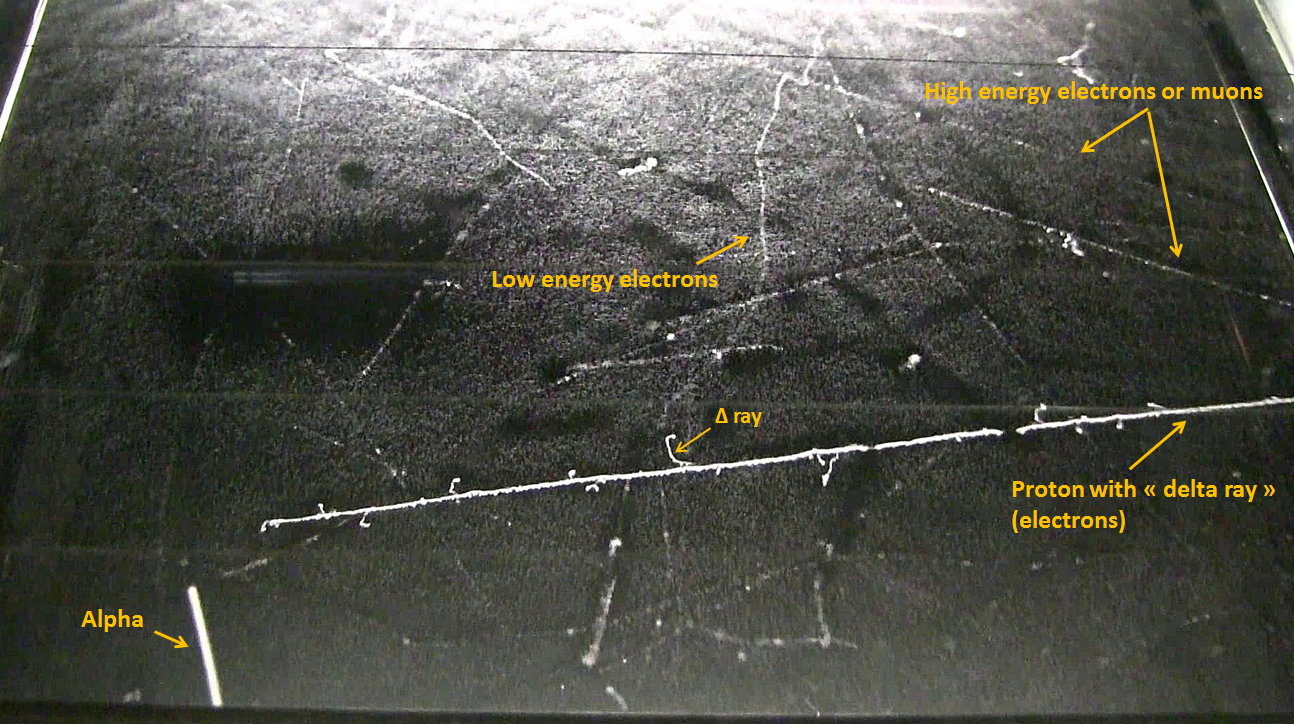
Imagine din camera cu ceață.
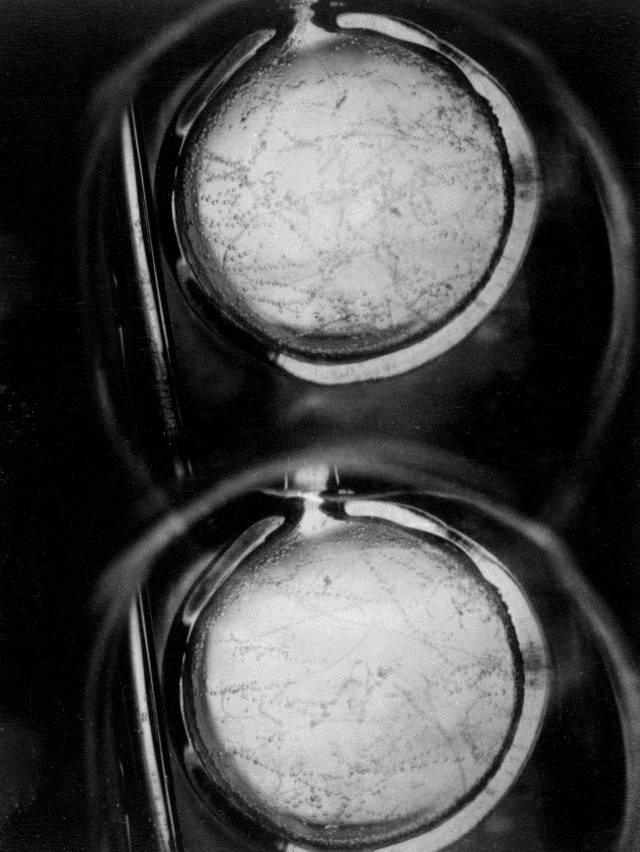
Imagini din camera cu bule.
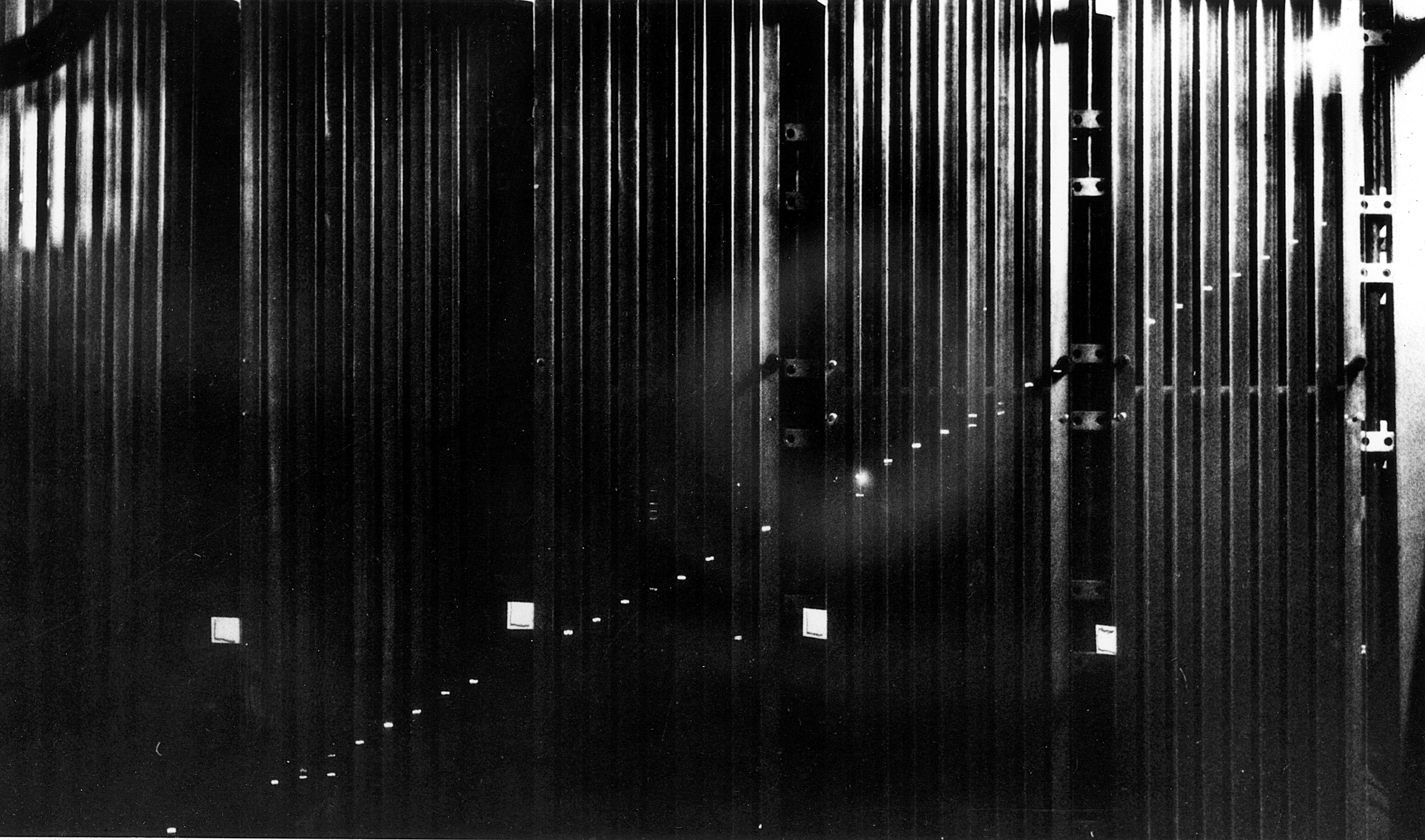
Traiectoria unui miuon în camera cu scântei.
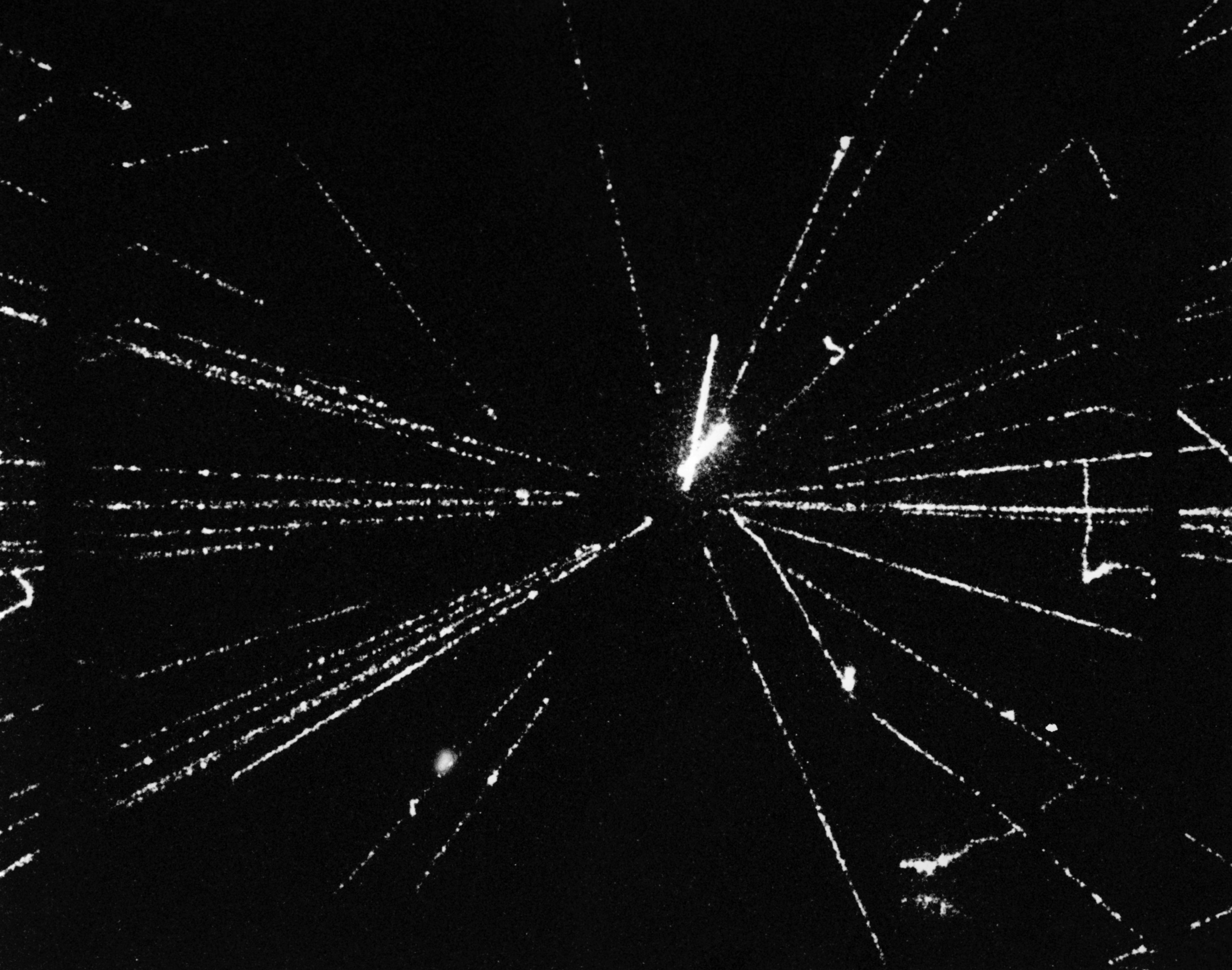
Traiectorii de particule în camera cu derivă.

## Rezultate experimentale și modele teoretice
Istoricul fizicii particulelor elementare a început odată cu descoperirea electronului (1897); în anul 2013, când a fost stabilită fără echivoc existența bosonului Higgs, el nu se încheiase. Evoluția cunoașterii în acest domeniu al fizicii moderne a avut loc prin întrepătrunderea și stimularea reciprocă a realizărilor experimentale și ideilor teoretice. Unele particule identificate inițial ca elementare (cum sunt protonul și pionul) s-au dovedit ulterior a avea o structură internă.

### Electroni

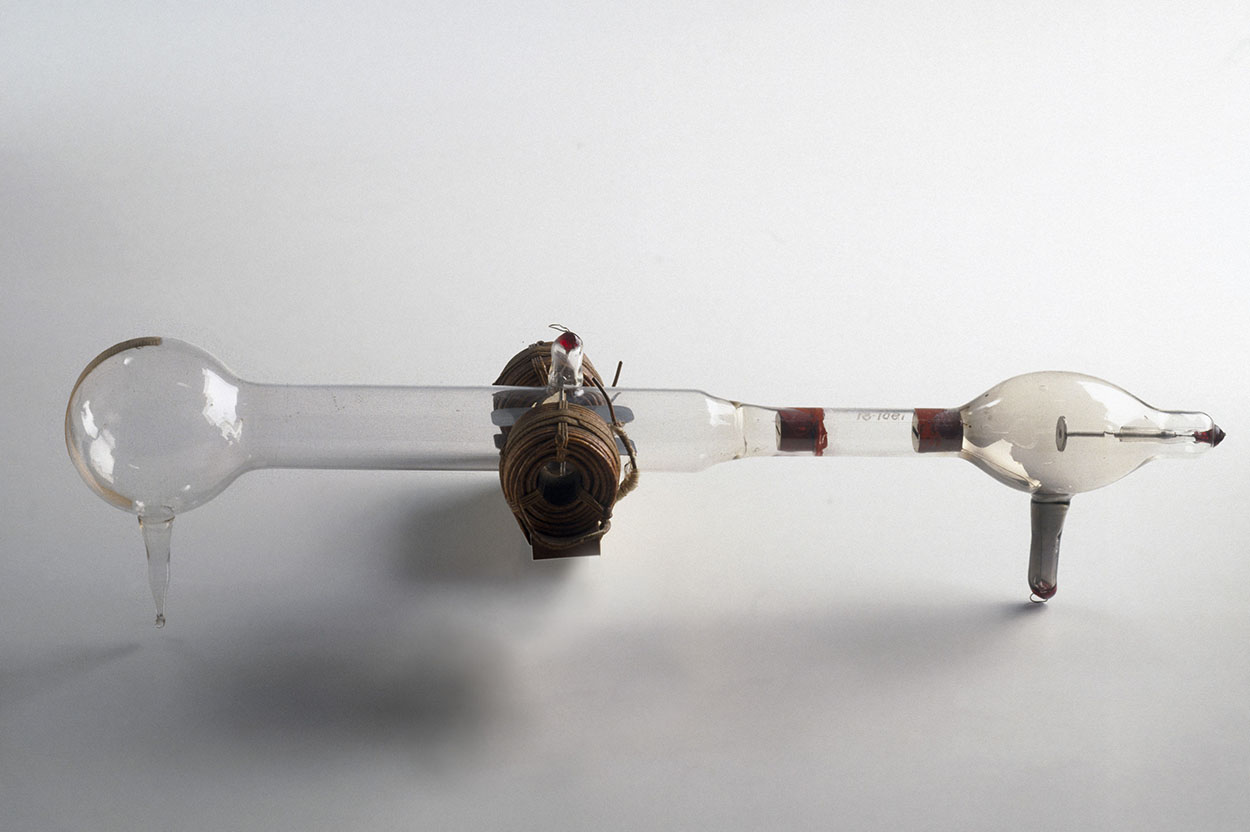
Tubul catodic cu ajutorul căruia J.J. Thomson a descoperit electronul.

Experimentele efectuate de J.J. Thomson în 1897 asupra razelor catodice au arătat că acestea constau din „corpusculi” de sarcină electrică negativă și masă mult mai mică decât masa oricărui ion cunoscut. Din faptul că raportul sarcină/masă era independent de natura electrozilor rezulta că acești electroni, cum au fost numiți mai târziu, erau constituenți esențiali ai oricărui atom. Întrucât atomii sunt electric neutri și mult mai masivi, se punea întrebarea cum este distribuită în atom sarcina pozitivă compensatoare, care trebuia să constituie aproape în întregime masa atomului.
Un grup de cercetători sub îndrumarea lui Ernest Rutherford a sondat această distribuție de sarcină, observând modul în care era împrăștiat un fascicul de raze alfa pe o foiță de aur (1911). Concluzia era că sarcina pozitivă masivă este concentrată în centrul atomului. Rutherford a încorporat acest rezultat într-un model atomic, care însă nu specifica distribuția sarcinii negative de electroni.

### Nucleoni

Reprezentare schematică a unui nucleu atomic, alcătuit din protoni și neutroni.

În anul 1913, Niels Bohr a propus un model al atomului de hidrogen, care consta dintr-un electron punctual aflat pe o orbită staționară în jurul unui nucleu masiv de dimensiuni mult mai mici decât raza orbitei electronice și de sarcină electrică pozitivă, egală în valoare absolută cu sarcina electronului. Acest model era compatibil cu rezultatele experimentului Rutherford și explica structura spectrului de linii al hidrogenului. Ionul de hidrogen urma să primească peste câțiva ani numele de proton.
Extins la atomii masivi, modelul atomic ar fi constat dintr-un număr de electroni (număr atomic {\displaystyle Z\,}) pe orbite staționare și un nucleu compus din tot atâția protoni. În realitate, masa ionilor masivi, deși un multiplu întreg (număr de masă {\displaystyle A\,}) al masei protonului, este mai mare decât suma maselor protonilor ({\displaystyle A>Z\,}). A fost necesară postularea existenței neutronului, o particulă de masă egală cu masa protonului, dar cu sarcină electrică zero, care a fost descoperit experimental de James Chadwick în 1932.
Existența atomilor alcătuiți dintr-un nucleu și electroni, argumentată teoretic de mecanica cuantică, constituie fundamentul fizicii atomice. Existența nucleelor atomice alcătuite din nucleoni (protoni și neutroni) constituie fundamentul fizicii nucleare. Nucleonii sunt membrii cei mai puțin masivi ai unei familii de particule numite barioni (din greacă: βαρύς = greu).

### Fotoni

Reprezentare schematică a efectului Compton.

Albert Einstein a dat explicația teoretică a faptului că în efectul fotoelectric energia maximă a electronilor emiși de o suprafață metalică iradiată depinde nu de intensitatea, ci numai de frecvența radiației incidente, făcând presupunerea că radiația electromagnetică are o structură corpusculară (1905). Această ipoteză a fost primită inițial cu ostilitate de lumea științifică, până când în anul 1923 ea a fost reluată de Arthur H. Compton și acceptată ca unică explicație posibilă a împrăștierii razelor X pe electroni atomici (efect Compton). „Cuantele de lumină” asociate radiației electromagnetice au primit în 1926 numele de fotoni.

### Antiparticule

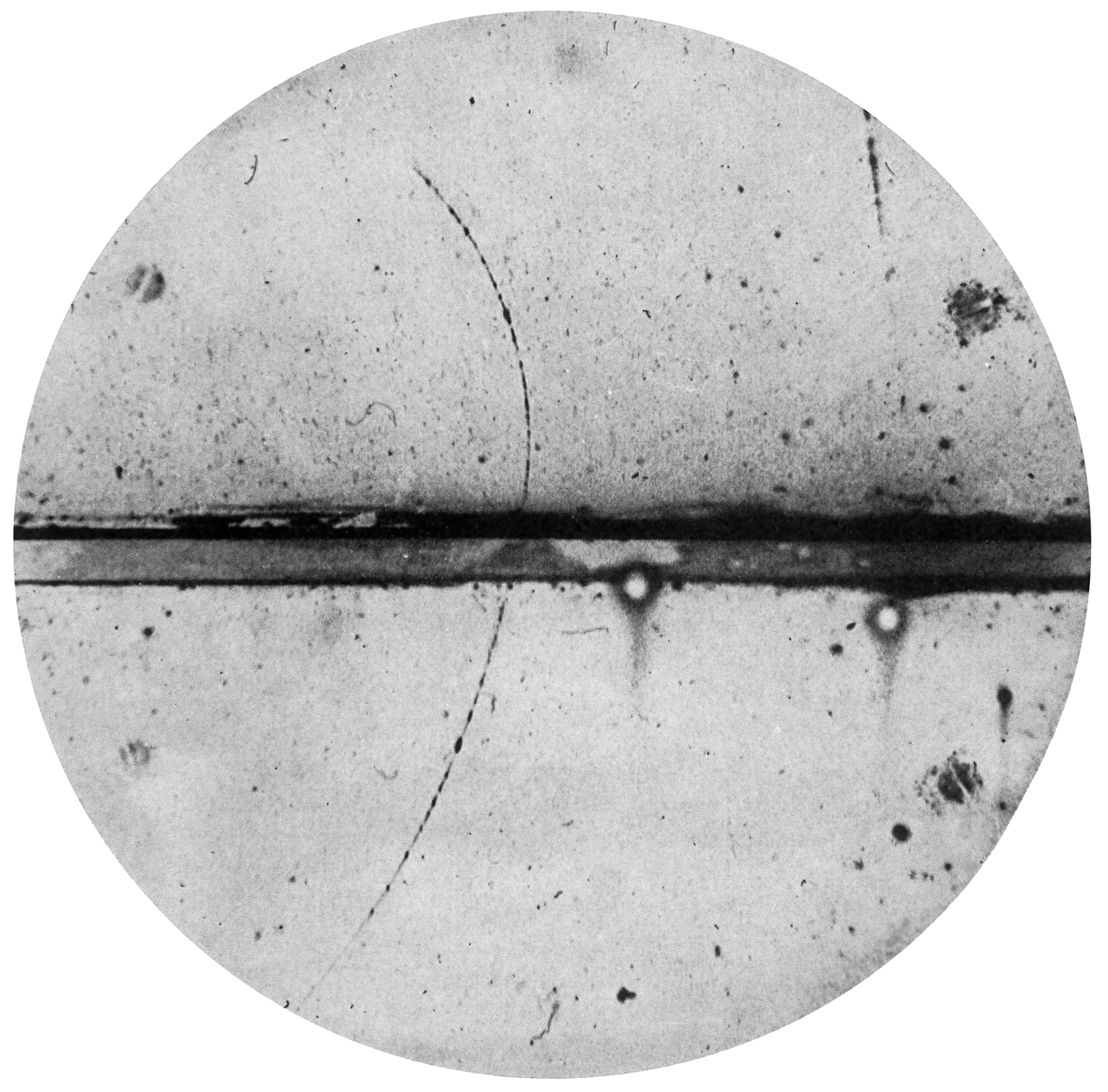
Descoperirea pozitronului: traiectorie în camera cu ceață.

Ecuația lui Dirac pentru funcția de stare relativistă a electronului (1928) admite soluții care corespund unor stări de energie negativă. În 1931 tot P.A.M. Dirac a reinterpretat aceste soluții ca reprezentând stări ale unei particule încă neobservate, cu aceeași masă ca a electronului dar de sarcină electrică opusă, pe care a numit-o „antielectron”. Traiectoria unei particule cu aceste caracteristici a fost observată în 1932 de C.D. Anderson; ea a primit numele de pozitron. Existența perechii electron-pozitron, care poate fi creată/anihilată odată cu absorbția/emisia de fotoni, a reprezentat baza pentru teoria cuantică relativistă a interacțiunii electromagnetice, electrodinamica cuantică, a cărei formulare modernă a fost dată de Sin-Itiro Tomonaga, Julian Schwinger, Richard P. Feynman și Freeman J. Dyson.
Existența de perechi particulă-antiparticulă, cu aceeași masă dar deosebindu-se prin alte proprietăți (de exemplu sarcini electrice opuse), a fost confirmată în observații și experimente ulterioare ca lege a naturii. Există și perechi particulă-antiparticulă cu sarcină electrică zero: antineutronul a fost observat în 1956 la acceleratorul Bevatron (Lawrence Berkeley National Laboratory). Particulele de masă zero (cum este fotonul) sunt propriile lor antiparticule.

### Leptoni

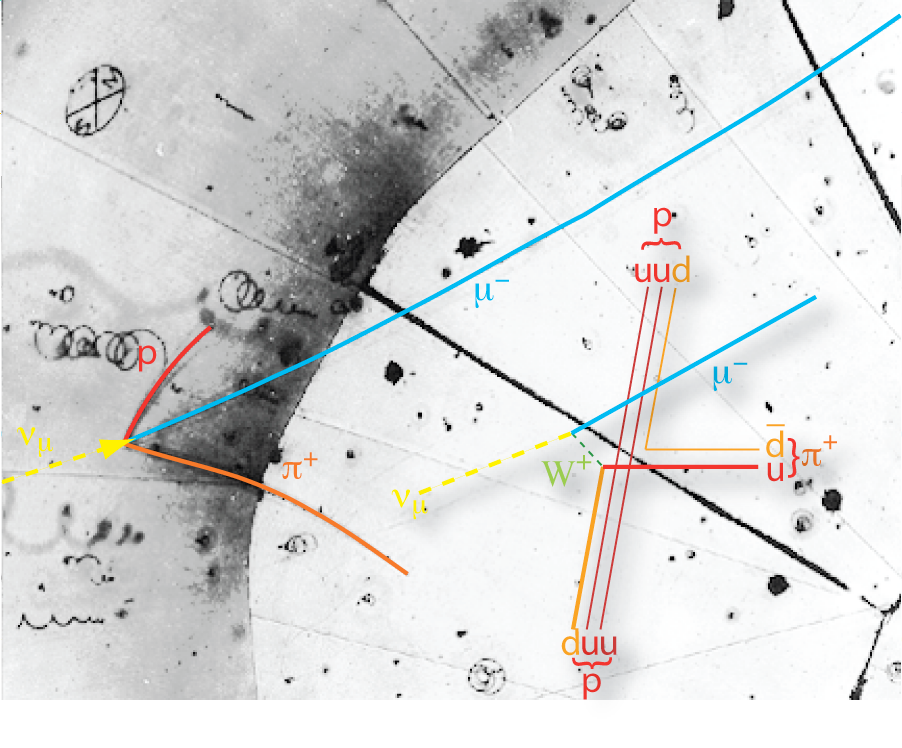
Neutrin detectat în camera cu bule (1970).

Pentru a elimina controversa legată de aparenta violare a legii conservării energiei în dezintegrarea beta, Wolfgang Pauli a sugerat în anul 1930 existența unei particule de masă nulă sau foarte mică și sarcină electrică zero, care să restabilească bilanțul energiei. În 1934, Enrico Fermi a inclus această ipoteză în teoria dezintegrării beta și a numit particula neutrino. Existența neutrinului a fost confirmată experimental de Clyde Cowan și Frederick Reines în 1956.
În 1936, Anderson și Neddermeyer au detectat în camera cu bule o particulă cu sarcină electrică negativă, produsă de razele cosmice. După identificarea inițială greșită ca „mezon {\displaystyle \mu }”, particula a fost redenumită miuon. Proprietățile miuonului sunt similare cu ale electronului: parametrii de dezintegrare sunt de același ordin de mărime cu parametrii dezintegrării beta inversă, iar în ambele cazuri sunt emiși neutrini. În 1962, Leon Lederman, Melvin Schwartz și Jack Steinberger au confirmat experimental ipoteza că neutrinii emiși în cele două procese sunt diferiți.
Electronul ({\displaystyle e^{-}}), miuonul ({\displaystyle \mu }), neutrinul electronic ({\displaystyle {\nu _{e}}}) și neutrinul miuonic ({\displaystyle {\nu }_{\mu }}) sunt leptoni (din greacă: λεπτός = subțire, fin) – particule supuse interacțiunii slabe dar care nu simt forța nucleară tare.

### Mezoni

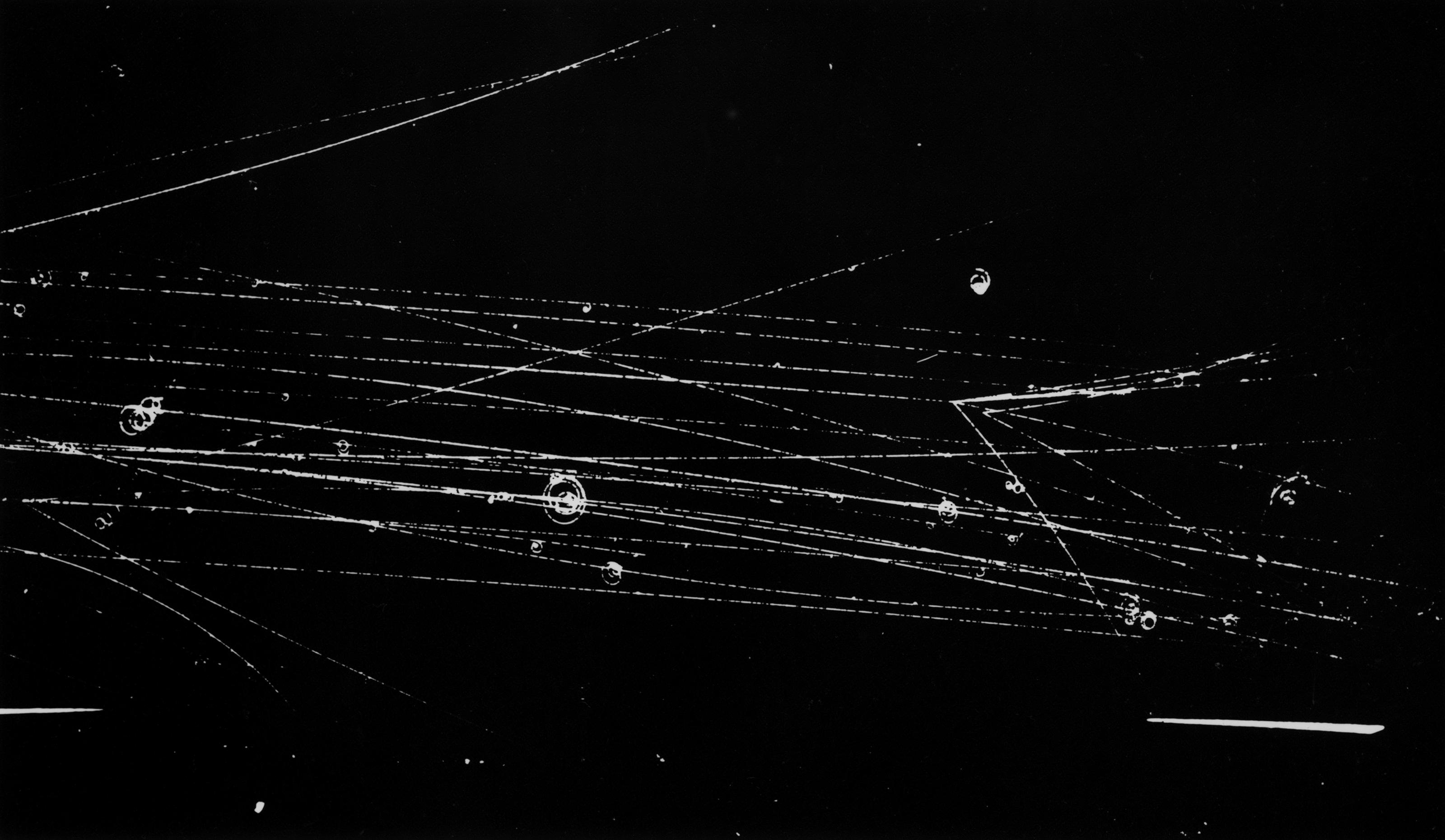
Traiectoriile unui fascicul de pioni în camera cu bule.

Stabilitatea nucleelor atomice indică existența unei forțe de atracție intense între nucleoni. Spre deosebire de interacțiunea electromagnetică, cu rază infinită de acțiune și care asigură stabilitatea atomilor, forța nucleară trebuie să aibă o rază de acțiune foarte mică, de ordinul de mărime al dimensiunilor nucleului. În anul 1934, Hideki Yukawa a făcut ipoteza că această interacțiune tare este mediată de o particulă încă neidentificată, așa cum interacțiunea electromagnetică este mediată de foton. Calculele teoretice indicau o masă intermediară între masa electronului și masele nucleonilor, ceea ce a sugerat denumirea de mezon (din greacă: μέσος = mediu, intermediar). Particula a fost identificată în 1947 de Cecil Powell și colaboratorii săi, în emulsii fotografice expuse razelor cosmice la mare altitudine. În anii următori au fost descoperiți și alți mezoni, iar particula Yukawa a fost redenumită mezon {\displaystyle \pi } sau pion.

### Particule stranii
Începând din 1947 și continuând în anii 1950, au fost observate, întâi în razele cosmice, apoi – odată cu intrarea în funcțiune a Bevatronului – și în laborator, o serie întreagă de particule, atât mezoni cât și barioni, care au fost numite „particule stranii”. Caracterul straniu consta în aceea că ele erau produse în abundență, în timpuri de ordinul 10-23 s, dar se dezintegrau relativ încet, tipic în timpuri de ordinul 10-10 s. Această comportare sugera că era vorba de două mecanisme diferite: particulele stranii erau produse de interacția tare, dar se dezintegrau prin interacția slabă. Murray Gell-Mann și Kazuhiko Nishijima au introdus un număr cuantic nou, numit strangeness⁠(en)[traduceți] (stranietate), pentru a le caracteriza.
În 1961, Gell-Mann a introdus o clasificare a particulelor care interacționează tare, denumite colectiv hadroni (din greacă: ἁδρός = gros, masiv), pe care a numit-o calea octuplă⁠(en)[traduceți]. În această schemă, atât mezonii cât și barionii sunt grupați în supermultipleți care pun în evidență simetria aproximativă SU(3) a interacției tari, fără a indica natura acesteia.

### Quarkuri
În 1964, Gell-Mann (și, în mod independent, George Zweig) a formulat ipoteza că hadronii sunt particule compuse, alcătuite din unități elementare pe care le-a numit quarkuri (singular: quark). Erau postulate trei tipuri de quarkuri, zise flavors (arome): up (u), down (d) și strange (s). Quarkurile trebuia să fie fermioni de spin 1/2 și să aibă sarcină electrică fracționară (respectiv 2/3, -1/3 și -1/3 din sarcina elementară). Simetria evidențiată de calea octuplă putea fi explicată presupunând că mezonii sunt compuși dintr-o pereche quark-antiquark {\displaystyle \left(q{\bar {q}}\right)}, iar barionii din trei quarkuri {\displaystyle \left(qqq\right)}. Acest model matematic avea defectul că viola principiul de excluziune. Oscar W. Greenberg a arătat că defectul putea fi remediat făcând ipoteza că, pe lângă aromă, quarkurile au o proprietate suplimentară, numită simbolic color (culoare), cu trei valori diferite, respectiv red (roșu), green (verde) și blue (albastru), și că hadronii sunt „incolori” (adică quarkurile din componența unui hadron au culori diferite).
Experimentele efectuate în anii următori pentru detectarea quarkurilor au avut rezultat negativ. Totuși, experimentele de împrăștiere inelastică la energii mari, efectuate la SLAC și CERN, au arătat că distribuția de sarcină în interiorul hadronilor era neomogenă, având un caracter granular, compatibil cu modelul quarkurilor. Aceste componente ale hadronilor nu puteau fi detectate în stare liberă; ele apăreau „încarcerate” (confined) în interiorul hadronilor. În 1973, David J. Gross, H. David Politzer și Frank Wilczek au arătat că, la limita energiilor foarte înalte, ele tind să se miște aproape liber⁠(en)[traduceți].

### Alte quarkuri, gluoni, alți leptoni
Descoperirea mezonului J/Psi de către grupurile Burton Richter la SLAC și Samuel Ting la Brookhaven National Laboratory (1974) a declanșat o serie de evenimente care, pentru semnificația lor deosebită, au fost denumite „revoluția din noiembrie”. Proprietățile ieșite din comun ale acestui mezon (masă și viață medie foarte mari) au putut fi explicate doar admițând existența unui al patrulea quark, denumit charm (c), {\displaystyle J/\psi } fiind interpretat ca stare legată {\displaystyle \left(c{\bar {c}}\right)}. Au fost observați noi mezoni și barioni „charmed” (în a căror structură intra quarkul c). Fusese creată baza experimentală pentru teoria interacțiunii tari, cromodinamica cuantică. A urmat detectarea quarkurilor din „a treia generație”: bottom (b) (1977) și top (t) (1995).
În cromodinamica cuantică, interacțiunea tare dintre quarkuri este mediată de bosoni de masă zero numiți gluoni; simetria SU(3) a interacțiunii tari e reflectată în existența a 8 tipuri (sau culori) de gluoni. Ca și quarkurile, gluonii sunt încarcerați în hadroni, însă pot exista în stare liberă combinații incolore de gluoni (glueballs). Gluonii au fost puși în evidență în 1979, în jeturile de particule detectate în experimentul PETRA la DESY.
Identificarea succesivă a leptonilor tau {\displaystyle \left(\tau \right)} (1975), cu neutrinul tau {\displaystyle \left(\nu _{\tau }\right)} corespunzător (în anul 2000), a completat lista leptonilor de a treia generație. Modelul standard conține astfel șase quarkuri și șase leptoni.

### Bosoni vectoriali intermediari
În anii 1960, Sheldon Glashow, Abdus Salam și Steven Weinberg au elaborat o descriere unificată a interacțiunilor electromagnetică și slabă: teoria cuantică a interacțiunii electroslabe. Teoria presupune existența unor bosoni vectoriali (de spin 1) intermediari, care să acționeze ca mediatori ai interacțiunii slabe. Acești trei bosoni de calibrare, dintre care doi cu sarcini electrice opuse {\displaystyle \left(W^{+},\,W^{-}\right)} iar al treilea neutru {\displaystyle \left(Z\right)}, au fost detectați de grupul Carlo Rubbia la CERN în 1983, cu mase foarte apropiate de cele prezise teoretic.

### Bosonul Higgs
Pentru ca bosonii {\displaystyle W^{\pm }\,} și {\displaystyle Z\,} să aibă mase diferite de zero, este necesară intervenția mecanismului de rupere spontană a simetriei (spontaneous symmetry breaking), relevat de François Englert, Peter Higgs și alți cercetători, mecanism care implică existența unui boson scalar (de spin 0) foarte masiv. La 4 iulie 2012, la CERN s-a anunțat descoperirea unei particule cu masă de aproximativ 126 GeV, compatibilă cu acest „boson Higgs”; identificarea a fost confirmată la 14 martie 2013, completând baza experimentală a modelului standard.
În 28 august 2018, Colaborarea ATLAS de la Large Hadron Collider (CERN) a anunțat că a fost observată dezintegrarea bosonului Higgs într-o pereche de quarkuri bottom.

## Interacțiuni fundamentale
Proprietățile materiei pot fi înțelese pe baza a patru forțe fundamentale: interacțiunile tare, electromagnetică, slabă și gravitațională. Intensitățile acestora sunt caracterizate prin constante de cuplaj adimensionale, care în realitate depind de transferul de energie-impuls în procesul în care ele sunt măsurate.
- Interacțiunea tare apare, la scară nucleară, ca forța care leagă protonii și neutronii în nucleele atomice, asigurând stabilitatea acestora. La scară elementară, se manifestă structura internă a nucleonilor (în general, a hadronilor): interacțiunea tare se exercită între quarkuri și este mediată de gluoni. Descrierea teoretică a acestei dinamici, care posedă o simetrie SU(3), este dată de cromodinamica cuantică.[33][34]

- Interacțiunea electromagnetică se exercită între particule care posedă sarcină electrică. La scară elementară, ea se rezolvă sub forma de interacțiuni ale electronilor, mediate de fotoni. Teoria corespunzătoare este electrodinamica cuantică, cu simetrie U(1), consecință a invarianței la etalonare (calibrare) a proceselor electromagnetice.[35]

- Interacțiunea slabă se manifestă, la scară nucleară, în dezintegrarea beta și dezintegrarea neutronului. La scară elementară, ea e resimțită atât de leptoni cât și de quarkuri; posedă simetrie SU(2), fiind mediată de bosonii vectoriali W+, W- și Z. Descrierea unificată a interacțiunilor electromagnetică și slabă este dată de teoria cuantică a interacțiunii electroslabe.[36]

- Interacțiunea gravitațională este dominantă pentru corpurile masive, la scară macroscopică și cosmică. Teoria relativității generale dă o descriere clasică „aproape perfectă” a gravitației, însă o teorie cuantică, coerentă și renormabilă, este „foarte problematică”.[37][38] Gravitonul, bosonul de calibrare care ar media interacțiunea gravitațională, rămâne deocamdată ipotetic.

|                                | Constantă de cuplaj         | Mediatori                                         | Simetrie | Teorie cuantică                              |
| ------------------------------ | --------------------------- | ------------------------------------------------- | -------- | -------------------------------------------- |
| Interacțiunea tare             | {\displaystyle \alpha _{s}} | gluoni {\displaystyle g\,}                        | SU(3)    | Cromodinamica cuantică                       |
| Interacțiunea electromagnetică | {\displaystyle \alpha }     | foton {\displaystyle \gamma }                     | U(1)     | Electrodinamica cuantică                     |
| Interacțiunea slabă            | {\displaystyle \alpha _{w}} | bosoni {\displaystyle W\,} și {\displaystyle Z\,} | SU(2)    | Teoria cuantică a interacțiunii electroslabe |
| Interacțiunea gravitațională   | {\displaystyle \alpha _{g}} | graviton [?]                                      | [?]      | Teoria cuantică a gravitației [?]            |

## Modelul standard
Informația experimentală acumulată în ultimele decenii ale secolului al XX-lea a condus la formularea unor teorii care descriu corect, în primă aproximație, structura materiei până la o scară de ordinul 1/1000 din dimensiunile nucleului atomic. Ansamblul acestor teorii constituie modelul standard.

### Particule elementare
Modelul standard recunoaște existența a trei categorii principale de particule elementare: quarkuri, leptoni și mediatori (bosoni vectoriali intermediari). Acestora li se adaugă bosonul Higgs (boson scalar asociat cu ruperea spontană a simetriei), care constituie, deocamdată de unul singur, o a patra categorie.
- Quarkurile sunt fermioni de spin 1/2 cu sarcină electrică fracționară (2/3 sau -1/3 din sarcina elementară). Există șase tipuri de quarkuri, denumite convențional arome (u, d, c, s, t, b), grupate în trei generații; fiecare aromă există în trei subtipuri, denumite convențional culori (red, green, blue). Quarkurile nu există în stare liberă, ci sunt constrânse în interiorul hadronilor de forța tare.

- Leptonii sunt fermioni de spin 1/2 care nu interacționează tare. Ca și quarkurile, ei sunt grupați în trei generații, fiecare generație conținând un lepton cu sarcină electrică și un neutrin asociat de masă foarte mică dar diferită de zero.

- Mediatorii sunt bosoni vectoriali (de spin 1) care intermediază interacțiunile fundamentale. Gluonii au masă zero și mediază interacțiunea tare; ca și quarkurile, ei nu există în stare liberă, ci sunt constrânși în interiorul hadronilor. Fotonul are masă zero și mediază interacțiunea electromagnetică. Bosonii W și Z sunt masivi și mediază interacțiunea slabă.

- Bosonul Higgs este un boson scalar (de spin 0) masiv, a cărui existență explică masele diferite de zero ale bosonilor W și Z, prin mecanismul ruperii spontane a simetriei.

|           | Generații                                   | Generații                                   | Generații                                 | Antiparticule                             | Culori                                    | Total |
| 1         | 2                                           | 3                                           |                                           | Antiparticule                             | Culori                                    | Total |
| --------- | ------------------------------------------- | ------------------------------------------- | ----------------------------------------- | ----------------------------------------- | ----------------------------------------- | ----- |
| Quarkuri  | up {\displaystyle u\,}                      | charm {\displaystyle c\,}                   | top {\displaystyle t\,}                   | da                                        | 3                                         | 36    |
| Quarkuri  | down {\displaystyle d\,}                    | strange {\displaystyle s\,}                 | bottom {\displaystyle b\,}                | da                                        | 3                                         | 36    |
| Leptoni   | electron {\displaystyle e^{-}}              | miuon {\displaystyle \mu ^{-}}              | tau {\displaystyle \tau ^{-}}             | da                                        | –                                         | 12    |
| Leptoni   | neutrin electronic {\displaystyle \nu _{e}} | neutrin miuonic {\displaystyle \nu _{\mu }} | neutrin tau {\displaystyle \nu _{\tau }}  | da                                        | –                                         | 12    |
| Mediatori | gluoni {\displaystyle g\,}                  | gluoni {\displaystyle g\,}                  | gluoni {\displaystyle g\,}                | –                                         | 8                                         | 8     |
| Mediatori | foton {\displaystyle \gamma }               | foton {\displaystyle \gamma }               | foton {\displaystyle \gamma }             | –                                         | –                                         | 1     |
| Mediatori | boson {\displaystyle W\,}                   | boson {\displaystyle W\,}                   | boson {\displaystyle W\,}                 | da                                        | –                                         | 2     |
| Mediatori | boson {\displaystyle Z\,}                   | boson {\displaystyle Z\,}                   | boson {\displaystyle Z\,}                 | –                                         | –                                         | 1     |
| Higgs     | boson Higgs {\displaystyle H\,}             | boson Higgs {\displaystyle H\,}             | boson Higgs {\displaystyle H\,}           | –                                         | –                                         | 1     |
|           | Particule elementare în modelul standard:   | Particule elementare în modelul standard:   | Particule elementare în modelul standard: | Particule elementare în modelul standard: | Particule elementare în modelul standard: | 61    |

### Structura hadronilor
| Structura unui mezon (pion) | Structura unui barion (neutron) |
| --------------------------- | ------------------------------- |
|                             |                                 |

Pe când leptonii sunt particule elementare, hadronii au o structură internă. Aceștia sunt stări legate de quarkuri și/sau antiquarkuri, pe care forța tare mediată de gluoni îi constrânge într-o regiune limitată (quark confinement), în interiorul căreia ei sunt practic liberi (asymptotic freedom). Mezonii sunt compuși dintr-un quark și un antiquark {\displaystyle \left(q{\bar {q}}\right)}. Barionii sunt compuși din trei quarkuri {\displaystyle \left(qqq\right)} iar antibarionii din trei antiquarkuri {\displaystyle \left({\bar {q}}{\bar {q}}{\bar {q}}\right)}. Varietatea de arome și culori permite combinațiile incolore cu sarcină electrică și stranietate corecte corespunzătoare mezonilor de spin 0 și barionilor de spin 1/2 și 3/2 cunoscuți, care se grupează în supermultipleții SU(3) (octet, decuplet) preziși de calea octuplă.
| Octetul mezonilor de spin 0 | Octetul barionilor de spin 1/2 | Decupletul barionilor de spin 3/2 |
| --------------------------- | ------------------------------ | --------------------------------- |
|                             |                                |                                   |

## Dincolo de modelul standard
Confirmarea experimentală a bosonului Higgs a consacrat modelul standard ca realizare de care cercetări ulterioare vor trebui să țină seama. Există indicații experimentale și speculații teoretice privitoare la fizica particulelor elementare dincolo de modelul standard⁠(en)[traduceți].
Existența a trei (și probabil nu mai mult de trei) generații de quarkuri și leptoni, ca și proprietățile bosonului Higgs (în particular privitor la interacția cu gravitația), sunt probleme deschise pentru experimentatori. Instalațiile existente (ca Large Hadron Collider) sau proiectate (ca International Linear Collider) se speră că vor aduce clarificări în această direcție. Asimetria materie/antimaterie și materia întunecată, care umple cea mai mare parte din Univers și nu simte forța electromagnetică, sunt alte mistere, explorate prin observații și experimente la scară galactică, terestră și în acceleratoare.
Pe plan teoretic, marea teorie unificată⁠(en)[traduceți] (GUT) propusă de Glashow prin unificarea interacțiunilor electromagnetică, slabă și tare, ca manifestări ale unei singure forțe, are defectul că ar prezice un proton instabil (fie și cu o viață medie mai mare de 1033 ani). O unificare a celor patru interacțiuni fundamentale, care ar produce teoria întregului (ToE) este iluzorie, câtă vreme nu există o teorie cuantică satisfăcătoare a gravitației.
Alte teorii care trec dincolo de modelul standard sunt supersimetria și teoria coardelor. Martinus Veltman le comentează în cuvintele: „... ideile teoretice trebuie să fie susținute de fapte experimentale. Nici supersimetria nici teoria coardelor nu satisfac acest criteriu. Ele sunt invenții ale gândirii teoretice”, și adaugă un citat din Wolfgang Pauli: 
„Nu numai că nu e corect, nu e nici măcar fals!”